# Charles Piepenbring
Charles Piepenbring, (Karl Piepenbring en allemand) né le 15 juin 1840 à Mittelbergheim (Bas-Rhin) et mort le 7 septembre 1928 à Strasbourg, est un pasteur et théologien protestant qui fut président de l'Église réformée d'Alsace et de Lorraine (ERAL) de 1898 à 1913 et, à ce titre, membre désigné de la première assemblée du Landtag d'Alsace-Lorraine.

## Biographie
De 1880 à 1914, Charles Piepenbring est pasteur de l'église réformée du Bouclier.
Il contribua à la fondation de l'institution du Bruckhof, pour les enfants déficients auditifs. Cet institut fut créé en 1885, dans une maison paroissiale de l'église protestante Saint-Guillaume, puis s'installa dans la propriété actuelle, 7 rue de Soultz, à Strasbourg.

## Publications
- Étude sur l'efficacité du baptême au point de vue du Nouveau Testament et de l'expérience, J. H. Ed. Heitz, Strasbourg, 1871
- (de) Ulrich Zwingli : Festrede gehalten an dessen 400jähriger Geburtsfeier in der reformirten Kirche zu Strassburg, Strasbourg, 1884
- Théologie de l'Ancien Testament, Fischbacher, Paris, 1886
- Histoire du peuple d'Israël, Grassart, Paris, 1898
- Les Principes fondamentaux de l'enseignement de Jésus, E. Leroux, Paris, 1901
- Jésus historique, E. Nourry, Paris, 1909, [[ark:/12148/bpt6k757058 lire en ligne]]
- Jésus et les apôtres, E. Nourry, Paris, 1911
- Harmack et Loisy, Lugano, 1913
- La christologie biblique et ses origines, Paris, 1919